# Gonoporie
De gonoporie is het geslachtsorgaan van geleedpotige dieren, zoals kreeftachtigen en insecten. De gonoporie bestaat bij vrouwtjes uit een opening die van sperma voorzien wordt het mannetje maar ook bij mannetjes kan een dergelijke geslachtsopening voorkomen.